# Henschel Hs 298
De Henschel Hs 298 was een lucht-lucht raket die tijdens de Tweede Wereldoorlog in Duitsland werd ontwikkeld.

## Ontwikkeling
De Hs 298 werd ontwikkeld voor dezelfde specificatie waarvoor ook de Ruhrstahl X-4 werd ontwikkeld. De Hs 298 werd ontworpen door Professor Herbert Wagner en was speciaal ontwikkeld voor het uitvoeren van aanvallen op de Geallieerde bommenwerperformaties. Het was ook de eerste raket die speciaal als lucht-lucht raket werd ontwikkeld. Het project werd in 1941 opgestart en werd toen afgewezen. In 1943 probeerde men het nogmaals en kon men verdergaan met de ontwikkeling. De raket zou worden vervoerd door een Dornier Do 217 (voorzien van vijf raketten) of een Focke Wulf Fw 190 (met twee raketten).
De raket was van vleugels met een pijlstand van 30 graden voorzien en had een staartsectie met twee richtingsroeren. Hij werd aangedreven door een door Henschel ontworpen raketmotor die door Schmidding werd gebouwd. De raket was voorzien van twee trappen. De eerste was om het lanceervliegtuig met een snelheid van 938 km/uur te verlaten. De tweede trap werd gebruikt om de snelheid terug te brengen tot 682 km/uur. Hierdoor had de raket een bereik van ongeveer 2 km.
Voor de geleiding werd gebruikgemaakt van een Strassburg-Kehl FuG 203 radioverbinding met een Kehl zender en een Colmar ontvanger. Voor de bediening waren twee man nodig. Een richtte een speciaal vizier op het doel, de tweede bestuurde de raket en maakte hiervoor gebruik van een joystick en een aan het andere vizier via een servomechanisme gekoppeld tweede vizier. De lading werd via een radioverbinding tot ontploffing gebracht.
De motor voor de Hs 298 was de Schmidding 109-543 tweetraps vaste brandstof raketmotor. Deze leverde tijdens de start een stuwdruk van 150 kg voor 5,5 seconden, de tweede trap 50 kg voor de duur van 20 seconden.
De levering van de eerste prototypen werd vertraagd door problemen met de levering van de nabijheidontsteking. Voor de officiële evaluatie moesten er 300 raketten worden gelanceerd. Hiervoor werd het testcentrum te Karlshagen gebruikt. Men wilde hiervoor gebruikmaken van Junkers Ju 88 G-1, Junkers Ju 388J-1 en Dornier Do 217J zware jachtvliegtuigen.
De raket had een bereik van 500 m tot 2,5 km en kon worden afgevuurd vanaf 1.000 m onder tot 2.000 m boven het doel. Men had berekend dat de beste lanceerpositie van achter het doel was, onder een hoek van 30 graden ten opzichte van het doel.
Er is maar een testlancering bekend die op 22 december 1944 plaatsvond. Een Junkers Ju 88G was voorzien van drie raketten. Het lukte echter maar om twee raketten te lanceren. Van de twee raketten explodeerde er een vroegtijdig en dook hierop gelijk naar de grond.
Er was een voorraad van 135 raketten in de Wansdorf fabriek toen deze door de Russische luchtmacht tijdens een zwaar bombardement werd vernietigd.
De massaproductie was gepland voor januari 1945 maar het project werd stopgezet in het voordeel van de Ruhrstahl X-4.

## Uitvoeringen
Er werd een tweede uitvoering ontwikkeld, de Hs 298V2 die via een draadverbinding werd bestuurd. Bij deze uitvoering hadden de vleugels een pijlstand van 38 graden en een nieuwe staartsectie.
- Hs 298V1
  - Spanwijdte: 1,24 m.
  - Lengte: 2,06 m.
  - Vleugeloppervlak: 0,42 m².
  - Lanceergewicht: 120 kg.
  - Explosieve lading: 25 kg.
  - Lanceersnelheid: 938 km/uur.
  - Kruissnelheid: 682 km/uur.

- Hs 298V2
  - Spanwijdte: 1,27 m.
  - Lengte: 2,54 m.
  - Lanceergewicht: 125 kg.
  - Explosieve lading: 48 kg.
  - Maximumsnelheid: 425 km/uur.